# Uno sparo nel buio
Uno sparo nel buio (A Shot in the Dark) è un film del 1964 diretto da Blake Edwards. Il film è il secondo capitolo della saga della Pantera Rosa, costituita da altri otto film (della serie originale).
In questo film appaiono due personaggi che poi appariranno in tutti i film successivi della serie: il tuttofare Cato (Burt Kwouk) e il commissario Dreyfus (Herbert Lom).

## Trama
L'ispettore Clouseau viene chiamato nella casa di campagna del milionario Benjamin Ballon per indagare sull'omicidio del suo autista, Miguel Ostos. L'autista aveva una relazione con una delle cameriere, Maria Gambrelli, e l'ha aggredita nella sua camera da letto dopo che lei ha rotto con lui. Miguel è stato colpito e ucciso nella sua camera da letto e Maria è stata trovata con la pistola fumante in mano, ma afferma di non sapere come sia arrivata lì poiché sostiene di aver perso i sensi. Tutte le prove indicano Maria come l'assassino, ma Clouseau è convinto della sua innocenza perché ha sviluppato un'attrazione immediata per lei. Rendendosi conto che Clouseau è stato inavvertitamente assegnato a un caso di alto profilo, il commissario Dreyfus lo fa rimuovere e si occupa personalmente delle indagini.
Sconsolato, Clouseau torna a casa. Viene svegliato nelle prime ore del mattino da un apparente attentato alla sua vita da parte di un assassino cinese. Quando il telefono squilla, la lotta per la vita o la morte cessa e diventa evidente che il suo assalitore è il suo cameriere, Cato, a cui Clouseau ha dato istruzioni di attaccarlo quando meno se lo aspetta per mantenere i suoi sensi sempre all'erta. L'ispettore viene reintegrato nel caso Ballon e ordina immediatamente la scarcerazione di Maria Gambrelli, convinto che stia proteggendo il vero assassino, che Clouseau sospetta sia lo stesso Ballon.
Segue una serie di omicidi aggiuntivi dello staff di Ballon. Ogni volta le prove indicano Maria, che viene continuamente arrestata, solo per essere rilasciata di nuovo da Clouseau nonostante il numero crescente di accuse di omicidio ai suoi piedi. Uno dei quali prevede che sia Clouseau che Maria vengano arrestati dopo essere fuggiti da una colonia di nudisti... senza i loro vestiti.
Le azioni di Clouseau mettono in imbarazzo la Sûreté sulla stampa, ma il commissario Dreyfus non è in grado di rimuoverlo dal caso perché Ballon ha esercitato un'influenza politica per mantenere il detective non ortodosso e apparentemente incompetente assegnato alle indagini. Mentre Clouseau continua a pasticciare il caso, il commissario Dreyfus diventa sempre più sconvolto e soffre di un esaurimento nervoso che lo riduce a uno psicotico delirante. Insegue Clouseau per assassinarlo, ma uccide accidentalmente una serie di passanti innocenti e aggiunge ulteriore notorietà al caso.
Quando Clouseau affronta la famiglia Ballon per smascherare l'assassino, viene rivelato che Ballon, sua moglie e tre membri dello staff sono tutti colpevoli, poiché ognuno di loro ha ucciso almeno una vittima precedente a causa di crimini passionali o successivi tentativi di ricatto. Solo Maria è innocente di qualsiasi crimine. Quando scoppia una massiccia lite tra i datori di lavoro e il personale, le luci vengono tagliate (un accordo che Clouseau aveva fatto con il suo assistente) e i colpevoli colgono l'occasione per ammassarsi nell'auto di Clouseau e fuggire. Vengono tutti uccisi quando l'auto viene distrutta da una bomba piazzata dal commissario Dreyfus. Avendo assistito all'esplosione e rendendosi conto di non essere riuscito di nuovo a uccidere Clouseau, Dreyfus viene ridotto a una furia animalesca e viene portato via.

## Produzione
Dopo l'iniziale idea di un film nel 1963, affidato alla regia di Anatole Litvak e con la coppia Sophia Loren-Walter Matthau, venne scritturato Peter Sellers ancora prima dell'uscita e del conseguente successo de La Pantera Rosa, ma l'attore non era rimasto soddisfatto della sceneggiatura. Sellers quindi parlò con Blake Edwards, con il quale aveva lavorato nel film, e gli chiese di occuparsi della regia di Uno sparo nel buio. Edwards declinò l'offerta inizialmente, ma poi cedette dietro le ripetute pressioni da parte di Sellers, sebbene realizzasse di non aver tempo sufficiente per riscrivere la sceneggiatura e si limitò ad introdurre il fortunato personaggio di Clouseau nel ruolo del protagonista e qualche gag comica slapstick. Man a mano che le riprese proseguivano, i rapporti tra Edwards e Sellers si deteriorarono sempre più con il passare del tempo fino al punto che, alla fine delle riprese, i due giurarono a vicenda di non lavorare mai più insieme in futuro. Si riconciliarono quattro anni dopo in occasione del grande successo di Hollywood Party, e in seguito collaborarono ancora in altri tre film della serie della "Pantera Rosa" negli anni settanta.
Il progetto di questo film non nacque con l'intenzione di prolungare la storia del primo film, ma come film a sé stante. L'idea originaria era quella di realizzare la versione cinematografica di una commedia teatrale francese di grande successo: L'Idiote di Marcel Achard, portato in scena da Annie Girardot al théâtre Antoine per la prima volta nel 1960. Questa commedia fu adattata in lingua inglese per Broadway nel 1962 da Harry Kurnitz ed è proprio sul testo di quest'ultimo che Edwards e Blatty iniziarono a scrivere la loro sceneggiatura. Intanto però il successo del primo capitolo de La Pantera Rosa, e specialmente dell'ispettore Clouseau, li persuasero a modificarla e a inserire nella storia il personaggio di Peter Sellers.

## Riconoscimenti
- 1965 - BAFTA Awards
  - Candidatura BAFTA ai migliori costumi a Margaret Furse
- 1965 – Laurel Awards
  - 3º Posto Golden Laurel alla miglior Commedia
  - 4º Posto Golden Laurel alla miglior interprete femminile in una commedia a Elke Sommer
- 2000 - AFI’s 100 Years 100 Laughs[5]
  - 48º Posto nella classifica delle 100 commedie più divertenti di sempre secondo l'American Film Institute